# The Fighting Temptations: Music from the Motion Picture
The Fighting Temptations é o álbum contendo a trilha-sonora original do filme homônimo The Fighting Temptations produzido por Paramount Pictures e MTV Films. O álbum foi lançado pela gravadora Sony Music no dia nove de setembro de 2003, tendo bons resultados nas paradas musicais onde alcançou o número dezenove na Billboard 200 e no números um no Top Soundtracks e Gospel Albums.
No dia 7 de Julho de 2004 o álbum foi certificado como disco de ouro pela Recording Industry Association of America responsável pelo mercado fonográfico dos Estados Unidos.
"Fighting Temptation" foi lançada como single do álbum no dia 5 de julho de 2003, a canção se destacou nos países europeus onde entrou nas paradas da Alemanha, Holanda, Suíça e Bélgica. "Summertime" foi lançada como single promocional do álbum, existem duas versões da música, uma com a participação do rapper P. Diddy e outra com Ghostface Killah onde alcançaram a parada Hot R&B/Hip-Hop Songs nos números 35 e 51 respectivamente.

## Faixas
A trilha sonora do filme foi lançada um pouco antes do filme ser lançado oficialmente, o álbum da trilha sonora possui todas as músicas que aparecem no filme, apenas a música "Come Back Home" não foi incluída na trilha sonora do filme. A música "Summertime" não aparece no filme, mais foi incluída na trilha sonora.
| Edição padrão |                            |                                        |         |  |
| N.º           | Título                     | Artista(s)                             | Duração |  |
| 1.            | "Fighting Temptation"      | Beyoncé, Missy Elliott, MC Lyte e Free | 3:51    |  |
| 2.            | "I Know"                   | Destiny's Child                        | 3:42    |  |
| 3.            | "Rain Down"                | Eddie Levert e Angie Stone             | 3:27    |  |
| 4.            | "To da River"              | T-Bone, Lil Zane e Montell Jordan      | 4:12    |  |
| 5.            | "I'm Getting Ready"        | Ann Nesby                              | 3:15    |  |
| 6.            | "The Stone"                | Shirley Caesar e Ann Nesby             | 1:53    |  |
| 7.            | "Heaven Knows"             | Faith Evans                            | 5:43    |  |
| 8.            | "Fever"                    | Beyoncé                                | 4:31    |  |
| 9.            | "Everything I Do"          | Beyoncé e Bilal                        | 4:20    |  |
| 10.           | "Loves Me Like A Rock"     | The O'Jays                             | 2:24    |  |
| 11.           | "Swing Low, Sweet Chariot" | Beyoncé                                | 2:05    |  |
| 12.           | "He Still Loves Me"        | Walter Williams Sr. e Beyoncé          | 4:20    |  |
| 13.           | "Time to Come Home"        | Beyoncé, Melba Moore e Angie Stone     | 3:51    |  |
| 14.           | "Don't Fight the Feeling"  | Solange e Papa Reu                     | 3:06    |  |
| 15.           | "Summertime"               | Beyoncé e P. Diddy                     | 3:52    |  |

## Prêmios e indicações
| Ano  | Cerimônia                   | Nomeação                                                | Categoria                         | Resultado |
| ---- | --------------------------- | ------------------------------------------------------- | --------------------------------- | --------- |
| 2004 | Black Reel Awards           | The Fighting Temptations: Music from the Motion Picture | Best Film Soundtrack              | Venceu    |
| 2004 | Black Reel Awards           | "He Still Loves Me"                                     | Best Song                         | Venceu    |
| 2004 | Source Hip-Hop Music Awards | "Summertime" (Com: Ghostface Killah)                    | R&B/Rap Collaboration of the Year | Indicação |

## Desempenho
| Tabelas musicais (2003 – 2004)          | Melhor posição |
| --------------------------------------- | -------------- |
| Estados Unidos - Billboard 200          | 19             |
| Estados Unidos - Top R&B/Hip-Hop Albums | 14             |
| Estados Unidos - Gospel Albums          | 1              |
| Estados Unidos - Top Soundtracks        | 1              |

| País / Certificadora    | Certificação |
| ----------------------- | ------------ |
| Estados Unidos / (RIAA) | Ouro         |

| Tabelas musicais                 | Tabelas musicais |
| 2003                             | Posição          |
| -------------------------------- | ---------------- |
| Estados Unidos - Gospel Albums   | 5                |
| Estados Unidos - Top Soundtracks | 21               |
| 2004                             | Posição          |
| Estados Unidos - Gospel Albums   | 3                |

| Tabelas musicais               | Tabelas musicais |
| 1999 - 2009                    | Posição          |
| ------------------------------ | ---------------- |
| Estados Unidos - Gospel Albums | 9                |

### Canções
| 2003 | "Fighting Temptation" (com:Missy Elliott, MC Lyte e Free) | —       | 54 | 37 | 13 | 42 |
| 2003 | "Summertime" (com: P. Diddy) (com:Ghostface Killah)       | 35 - 51 | —  | —  | —  | —  |